# 鎌倉総合車両センター
鎌倉総合車両センターは、東日本旅客鉄道の大船電車区の検修部門と大船工場が統合されて2000年（平成12年）7月1日に発足した鎌倉総合車両所が、2004年（平成16年）6月1日に名称変更した組織である。
2006年（平成18年）3月31日に旧工場部分が廃止され、旧電車区部分は鎌倉車両センターに改称された。
- 旧電車区部分（統合後は長島地区）については「鎌倉車両センター」を参照。
- 旧工場部分（統合後は深沢地区）については「東日本旅客鉄道大船工場」を参照。